# Báetán mac Cairill
Báetán mac Cairill (m. 581) fue rey del Dál Fiatach, y Ulaid, de c. 572 hasta su muerte. Era hijo de Cairell mac Muiredaig Muinderg (m. 532) y hermano de Demmán mac Cairill (m. 572), anteriores reyes de Ulaid. Según algunas fuentes, fue rey supremo de Irlanda.
Báetán intentó imponer su autoridad sobre Dál Riata en Escocia, y sobre la Isla de Man. Genealogistas del Ulster medieval le describen como rí Érenn ocus Alban (rey de Irlanda y Escocia), y citan un poema, ahora perdido, que le muestra recibiendo tributo de Munster, Connaught, Skye y Man. Esto es probablemente para exagerar su poder, y representa lo que significaba ser rey supremo en una época muy posterior.
Se dice que Báetán forzó al rey de Dál Riata a presentarle homenaje en Rinn Seimne en Islandmagee cerca de Larne, Condado de Antrim posiblemente en 574 o comienzos de 575. Áedán mac Gabráin sería el rey en cuestión, y las fuentes del Ulster dicen que Báetán recogió tributo de Escocia. El poder de Báetán puede ser juzgado mejor por las acciones de sus enemigos, Áed mac Ainmuirech de Uí Néill del norte y Áedán mac Gabráin de Dál Riata. En 575, en Druim Cett, ambos reyes se unieron en una alianza, apadrinada por el futuro San Columba, miembro de los Cenél Conaill como Áed, para oponerse a los intentos de Báetán de aumentar su poder extendiendo la influencia de Dál Fiatach más allá de Irlanda.
Los Anales de Ulster registran una expedición de los Ulaid a Man en 577 y su regreso en 578 en la que Báetán impuso su autoridad en la isla. En 582 después de su muerte, los anales informan de la recuperación de Man por Áedán mac Gabráin.
Báetán fue incapaz de alcanzar sus objetivos, pero no sería el último rey del Ulaid en buscar conquistas y aliados en el extranjero. Fiachnae mac Báetáin de los Dál nAraidi seguiría el mismo camino en los años 620 y Congal Cáech en la década de 630.
Báetán estuvo casado con una mujer de los Ui Tuitre (una tribu de los Airgialla al oeste de Lough Neagh en el Condado de Tyrone) con quienes pudo haber tenido una alianza. Los descendientes de Báetán no consiguieron retener el trono, que se convirtió en un monopolio de los descendientes de su hermano, el Clan Demmáin. Sus hijos fueron asesinados por su primo Máel Dúin mac Fiachnai. Esto consta en los anales en el año 605 dónde se dice que fueron muertos por su hermano uterino.